# Benejama
Benejama (oficialmente y en valenciano, Beneixama) es un municipio y localidad de la Comunidad Valenciana, España. Situado en el interior de la provincia de Alicante, en la comarca del Alto Vinalopó. Cuenta con una población de 1679 habitantes (INE 2024).

## Toponimia
No existe un estudio serio y riguroso sobre el origen del topónimo Benejama, aunque es claramente árabe. Joan Coromines y Carmen Barceló coinciden en que probablemente proceda de بني الشحمي (banī aš-Šaḥmī) o بن الشحمي (ben aš-Šaḥmī), que significaría «hijo(s) de las tierras fértiles». También se ha visto relación del topónimo con la familia de los بني جماعة (banī Ǧamāʿa), aunque esta última reducción es mucho menos segura. En documentos antiguos aparece también como Benixàmer y, posteriormente, Benijama.

## Símbolos
El escudo de Benejama tiene el siguiente blasonamiento:

Escudo cuadrilongo de punta redonda. En campo de azur, una torre de oro, mazonada y aclarada de sable. En la punta, en campo de gules, dos llaves cruzadas en aspa de oro. Como timbre, una corona real abierta.

## Geografía física

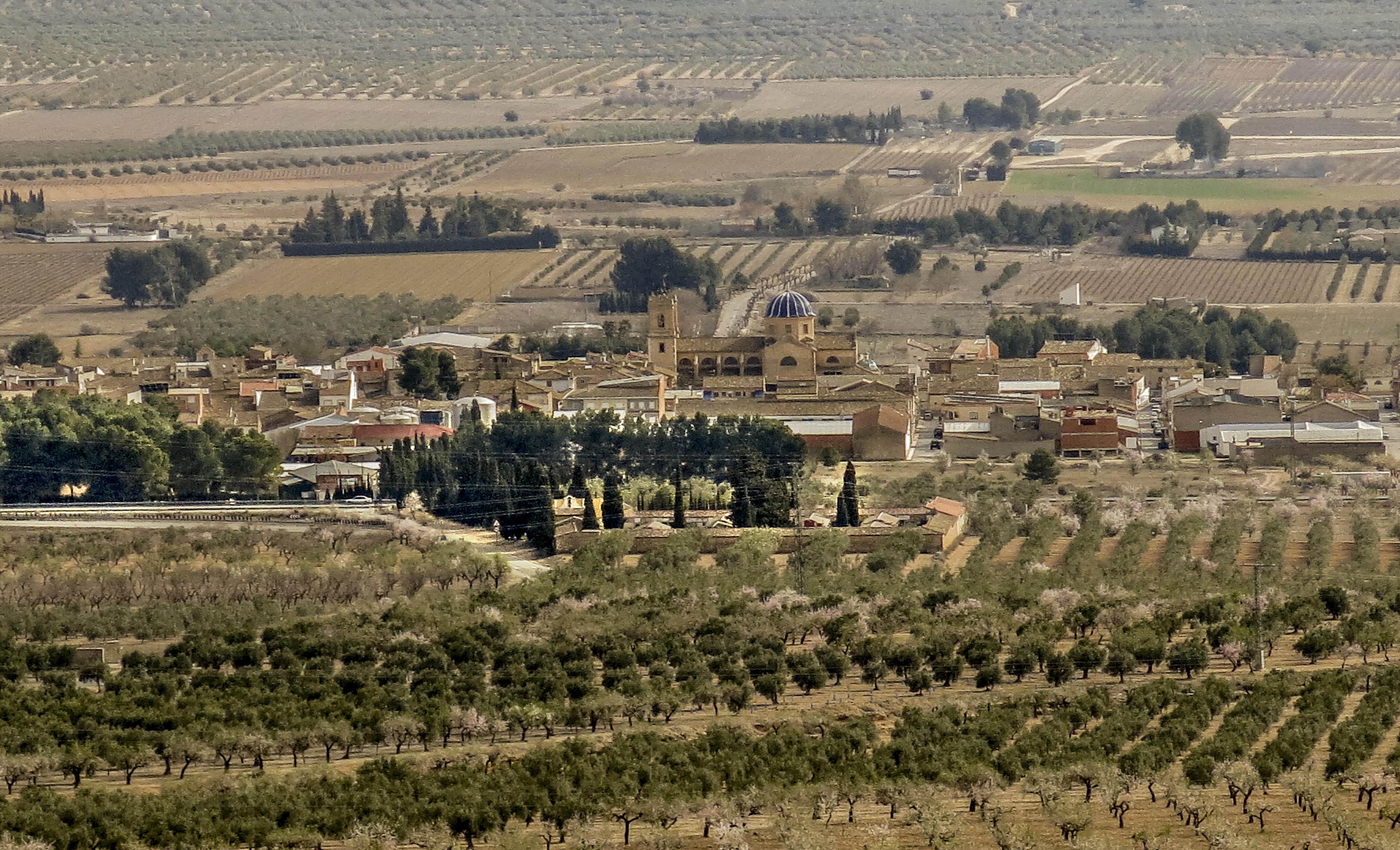
El pueblo de Benejama y sus cultivos

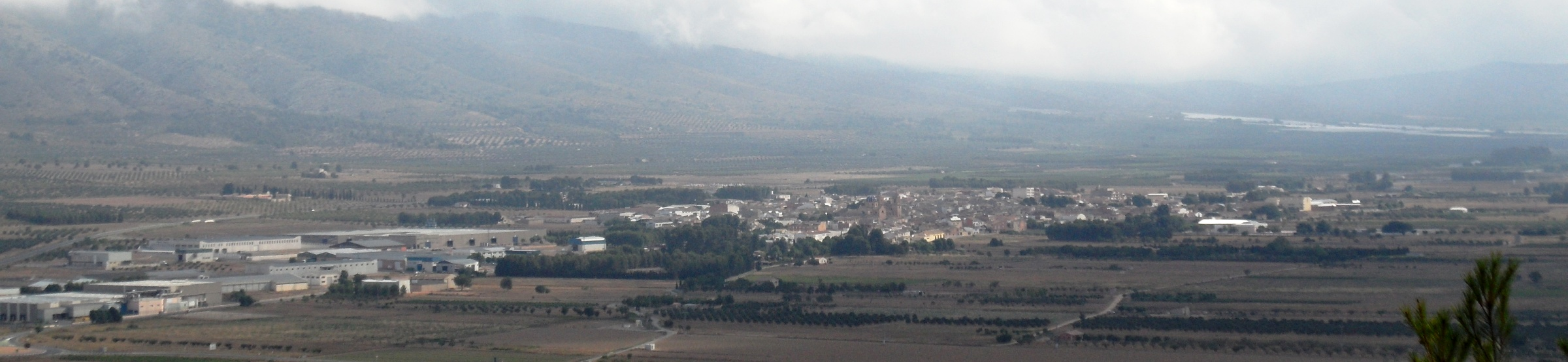
Panorámica de Benejama desde la ermita de san Bartolomé de Campo de Mirra.

Al norte del término, sirviendo de frontera natural con Fontanares, se levanta la sierra de Benejama, con alturas que superan los 900 m, destacando el pico de la Ascensión (1004 m) y el del Carrascalet (955 m), cerca de donde se halla la sima de Baldó. Esta parte del término es de suele pedregoso, cubierto por pinos, algunas carrascas y principalmente matorral. De la sierra hacia el sur se desarrolla un piedemonte cubierto de olivares, almendros y algún viñedo, que termina en la vega del río Vinalopó, donde se hallan las mejores tierras de cultivo y se asienta la población. Al sureste del término se alza la sierra de la Fontanella, que continúa en dirección Bañeres y Biar, y donde se encuentra la sima del Cosí. Existe una microrreserva de flora en el Barranc del Toll.
Aunque por motivos históricos y lingüísticos algunos sectores de la población promueven la inclusión de Benejama en la comarca de la Hoya de Alcoy, geográficamente pertenece al Alto Vinalopó, como reconoce la Generalidad Valenciana en su propuesta de comarcalización.
Localidades limítrofes
|                                        | Norte: Fontanares |               |
| Oeste: Campo de Mirra, Cañada, Villena |                   | Este: Bañeres |
|                                        | Sur: Biar         |               |

### Barrios y pedanías
En el término municipal de Benejama se encuentra también el núcleo de población de El Salse.

## Historia

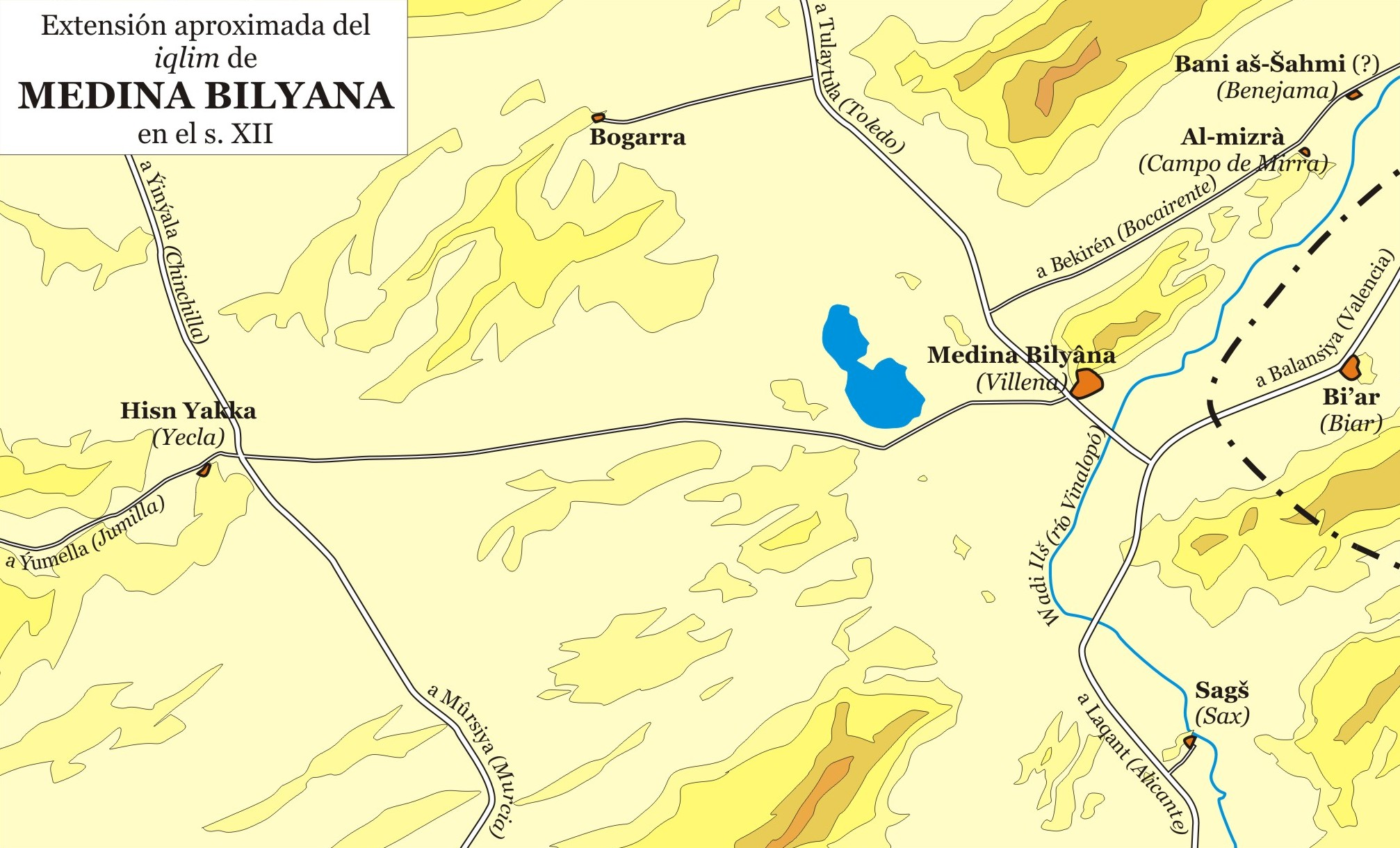
Extensión aproximada del iqlim de Bilyana (Villena) en el.

La primera señal de población se encuentra en el yacimiento eneolítico del Molino Rojo. Hay restos de un posible poblado del Bronce en el Blanquinal, y se encontraron hallazgos de época romana en Casa Baltasar.
Durante el periodo musulmán, Benejama surgiría como una pequeña alquería, con una torre defensiva, que perteneció al iqlim de Medina Bilyāna (Villena), hasta que fue integrada en la corona de Aragón por el rey Jaime I a través del pacto del 1245. En 1248 se menciona a Benejama en el Llibre del Repartiment indicando que sería repoblada por Pere Ballester y cincuenta colonos cristianos. La villa actual tiene sus orígenes en esa antigua alquería andalusí y pasaría a pertenecer al término de Almizra (1258) y luego al de Biar, al quedar Villena como tierra castellana. En 1276, el rey dio el lugar y la torre a Gil Martí d’Oblites por su lucha contra los musulmanes. En el siglo XV se vio muy afectada por las guerras con el Reino de Castilla. En 1448, el rey Alfonso el Magnánimo le otorgó el título de villa.

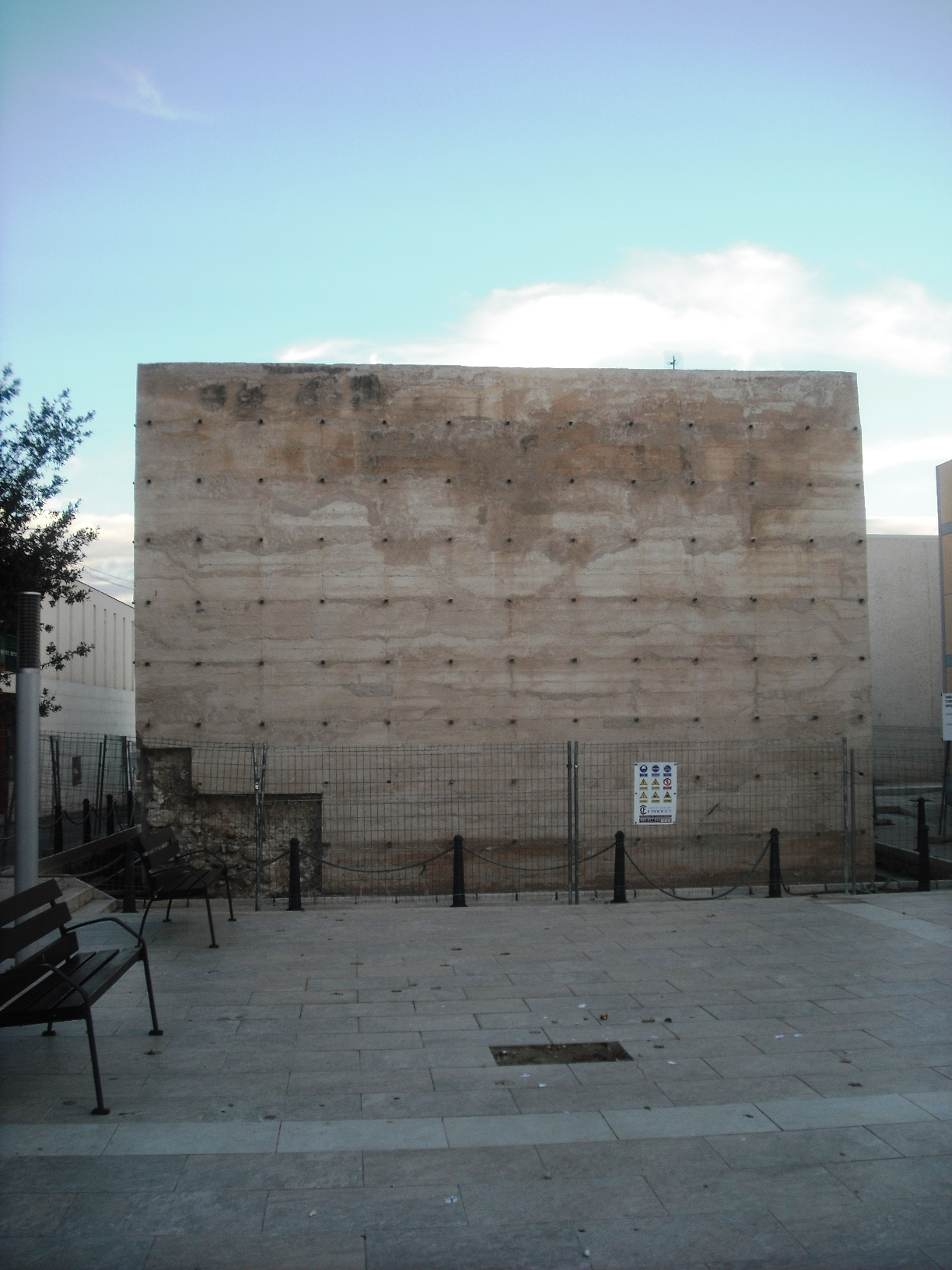
Torre Atalaya, alrededor de la cual se organizó la población original.

Para el siglo XVII estaba prácticamente despoblada, hasta el punto de que Escolano en sus Décadas (1610) califica el lugar de «ruinas». Uno de los motivos de este hecho radicaría en su quema y práctica destrucción durante la Guerra de Sucesión. Más tarde se repobló, fundándose en 1774 una iglesia (en el solar de la actual ermita de la Divina Aurora). En 1777 consigue la independencia eclesiástica de Biar y el 14 de diciembre de 1795 la administrativa con la definitiva separación y creación de su municipio, por decreto de Carlos IV, que también le otorgó «Privilegio de Villazgo». El nuevo municipio incluía a Campo de Mirra y Cañada, que fueron segregados de Benejama en 1836. Pascual Madoz hizo en 1849 la siguiente descripción de Benejama, su territorio, así como de su producción, que proporciona una información muy valiosa sobre la situación de la villa a mediados del siglo XIX:

V[illa] con ayunt[amiento] en la prov[incia] de Alicante (6 leg[uas]), part[ido] jud[icial] de Villena (2) [...] Sit[uada] en el centro del dilatado valle de su nombre, en un terreno completamente llano [...] El interior de la pobl[ación] se compone de unas 320 casas, de un solo piso, regularmente muy sólida, de buenas formas en lo esterior, y bien distribuidas en lo interior, las cuales se reparten en calles anchas y bien alineadas por lo general, de modo que se cortan en ángulos rectos y 4 plazas, 3 de ellas cuadradas y una oblonga, pero todas espaciosas. El casco presenta una figura prolongada, estendiéndose de E. á O., aumentando su vecindario a unas 400 casas que tiene repartidas por todo su térm[ino]. Hay 2 escuelas de instruccion primaria: una de niños [...] y otra de niñas [...] Tiene igl[esia] que fundada en 1774 en clase de vicaria aneja á la Biar, fue erigida en parr[oquia] en 1777 [...] el 9 de noviembre de 1841 se verificó la bendicion é inauguracion del nuevo templo, con la advocacion de [San Juan Bautista] [...] El terreno que es gredoso-arenisco en el secano, recibe mayor consistencia y fertilidad en la huerta, la cual se halla fertilizada por el r[ío] Vinalapó [...] El camino principal que le atraviesa es la carretera de Alcoy á Madrid; los demas son solo cruceros que sirven de comunicacion con los pueblos comarcanos [...] Las prod[ucciones] son trigo, cebada, centeno, avena maiz, aceite y vino, [...] estrayéndose e vino sobrante para la ribera del Júcar y Vall de Albayda. Sostiene ganado lanar y cabrio en corta cantidad y hay alguna caza de conejos y perdices. Ind[ustria]: la agrícola [...] [y] un monlino de papel [...], 5 de aceite, igual número de harina y 7 fáb. de aguardiente. El comercio es reducido [...] Pobl[ación]: 437 vec[inos], 1,514 alm[as] [...] El presupuesto municipal asciende á 45,600 r[eale]s que se cubre con los productos del arriendo de tiendas, tabernas, pesos y medidas, repartiéndose el déficil entre los vec[inos] y terratenientes. [...] Hace por armas una torre, y á su pie dos llaves cruzadas en forma de X.
Diccionario de Madoz

## Geografía humana

### Demografía
Cuenta con una población de 1679 habitantes (INE 2024).
| Gráfica de evolución demográfica de Benejama entre 1842 y 2021 |
| |
| Población de derecho según los censos de población del INE Población de hecho según los censos de población del INEEn estos censos se denominaba Benejama: 1842, 1857, 1860, 1877, 1887, 1897, 1900, 1910, 1920, 1930, 1940, 1950, 1960, 1970, 1981 y 1991 |

| Evolución demográfica de Benejama                         | Evolución demográfica de Benejama | Evolución demográfica de Benejama | Evolución demográfica de Benejama | Evolución demográfica de Benejama | Evolución demográfica de Benejama | Evolución demográfica de Benejama | Evolución demográfica de Benejama | Evolución demográfica de Benejama | Evolución demográfica de Benejama | Evolución demográfica de Benejama | Evolución demográfica de Benejama | Evolución demográfica de Benejama | Evolución demográfica de Benejama | Evolución demográfica de Benejama | Evolución demográfica de Benejama |
|                                                           | 1857                              | 1860                              | 1877                              | 1887                              | 1897                              | 1900                              | 1910                              | 1920                              | 1930                              | 1940                              | 1950                              | 1960                              | 1970                              | 1981                              | 1991                              |
| --------------------------------------------------------- | --------------------------------- | --------------------------------- | --------------------------------- | --------------------------------- | --------------------------------- | --------------------------------- | --------------------------------- | --------------------------------- | --------------------------------- | --------------------------------- | --------------------------------- | --------------------------------- | --------------------------------- | --------------------------------- | --------------------------------- |
| Población                                                 | 1813                              | 2014                              | 2167                              | 2336                              | 2381                              | 2529                              | 2622                              | 2328                              | 2197                              | 2073                              | 2183                              | 2252                              | 2078                              | 1895                              | 1866                              |
| Población de hecho según los censos de población del INE. |                                   |                                   |                                   |                                   |                                   |                                   |                                   |                                   |                                   |                                   |                                   |                                   |                                   |                                   |                                   |

### Urbanismo
El casco urbano de Benejama empezó a desarrollarse en la parte norte de la acequia, dando lugar a una primera calle (Carrer de la Séquia, posteriormente Cardenal Payá), en donde se encontraba la primera iglesia parroquial, la ermita de la Divina Aurora, que fue la que logró segregarse de Biar en 1777. El pueblo siguió creciendo hacia el secano con calles paralelas a la anterior (Carrer Major, Carrer Nou, Santa Petronila) y otras transversales, a la vez que se crearon dos plazas: la de la Iglesia, donde está el templo parroquial de San Juan Bautista y la del Mercado. La carretera CV-81, construida hacia 1870 se convirtió en el eje principal del crecimiento urbano hasta que hace unos años se construyó una variante para desviar el tráfico de paso. El crecimiento actual se ha dirigido hacia el norte, con largas calles paralelas, que dibujan manzanas de forma rectangular.

### Economía

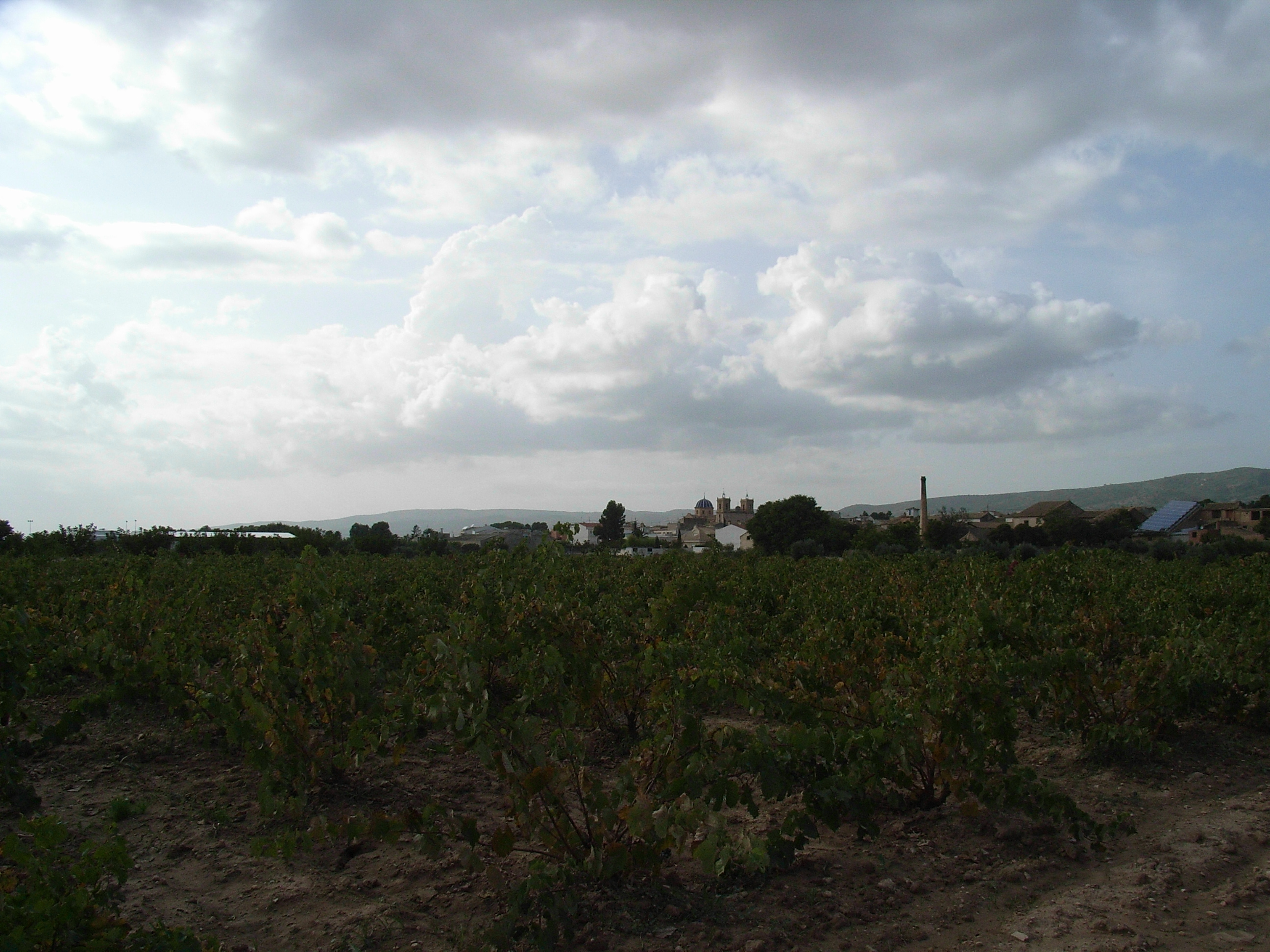
Viñedos de Benejama, con el casco urbano al fondo.

La agricultura sigue siendo, junto con algunas industrias, la principal actividad económica de Benejama. En 1908 los principales productos agrícolas eran trigo, cebada, avena, maíz, centeno, hortalizas, aceite y vino. La superficie cultivada ocupa un 46% del término, una quinta parte de regadío y el resto de secano. Los principales cultivos son el olivo, la vid y la almendra, en orden de mayor a menor producción. La industria cuenta con cierta tradición, ya que la fuerza motriz del río Vinalopó servía ya a mediados del XIX para mover un molino de papel, cinco de aceite y cinco de harina, además de siete fábricas de aguardiente. En el siglo XX, al paso que cerraban las antiguas, fueron apareciendo nuevas industrias, destacando las dedicadas a la fabricación de rieles, carpintería artesanal, y textiles.

## Política

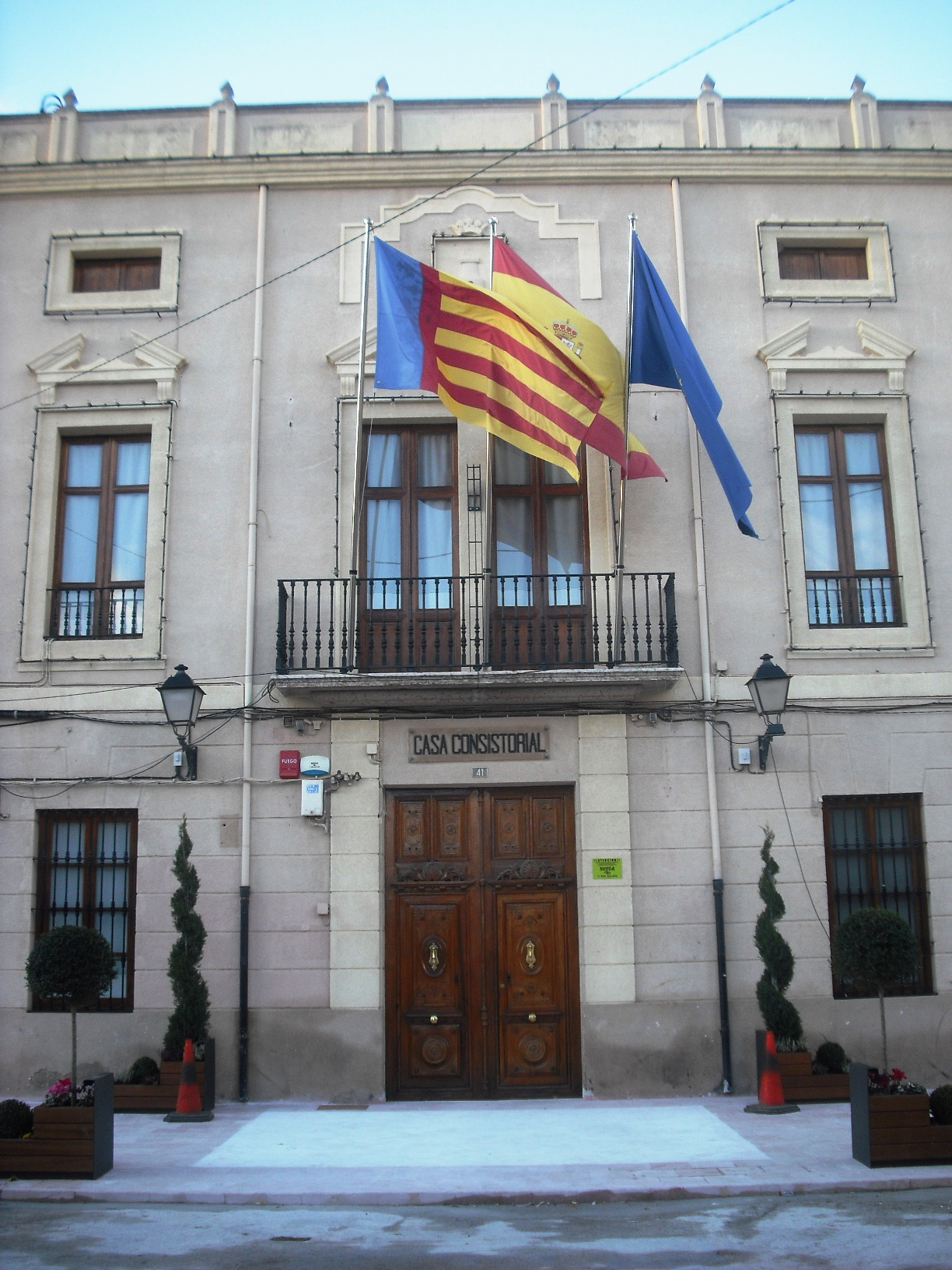
Ayuntamiento de Benejama.

Benejama está gobernada por una corporación local formada por concejales elegidos cada cuatro años por sufragio universal que a su vez eligen un alcalde. El censo electoral está compuesto por todos los residentes empadronados en Benejama mayores de 18 años y nacionales de España y de los otros países miembros de la Unión Europea. Según lo dispuesto en la Ley del Régimen Electoral General, que establece el número de concejales elegibles en función de la población del municipio, la corporación municipal de Benejama está formada por 9 concejales. La sede actual del ayuntamiento benejamense está en la plaza del Ayuntamiento. El Ayuntamiento de Benejama está actualmente presidido por el PSOE y consta de 4 concejales de este partido, 3 del PP y 2 de Acord per Guanyar.
| Periodo   | Nombre                        | Partido   |
| --------- | ----------------------------- | --------- |
| 1979-1983 | Manuel Aynat Juan             | UCD       |
| 1983-1987 | Juan Sarrió Sanjuán           | CDS       |
| 1987-1991 | José Payá Valdés              | AP        |
| 1991-1995 | Manuel Felipe Sánchez Sandaza | PSPV-PSOE |
| 1995-1999 | Vicente Payá Graciá           | PSPV-PSOE |
| 1999-2003 | Antonio Teodoro Valdés Vidal  | PP        |
| 2003-2007 | Antonio Teodoro Valdés Vidal  | PP        |
| 2007-2011 | Amparo Barceló Segura         | PSPV-PSOE |
| 2011-2015 | Antonio Teodoro Valdés Vidal  | PP        |
| 2015-2019 | Vicente Ibáñez Cruz           | PSPV-PSOE |
| 2019-2023 | Vicente Ibáñez Cruz           | PSPV-PSOE |
| 2023-act. | Vicente Ibáñez Cruz           | PSPV-PSOE |

## Patrimonio

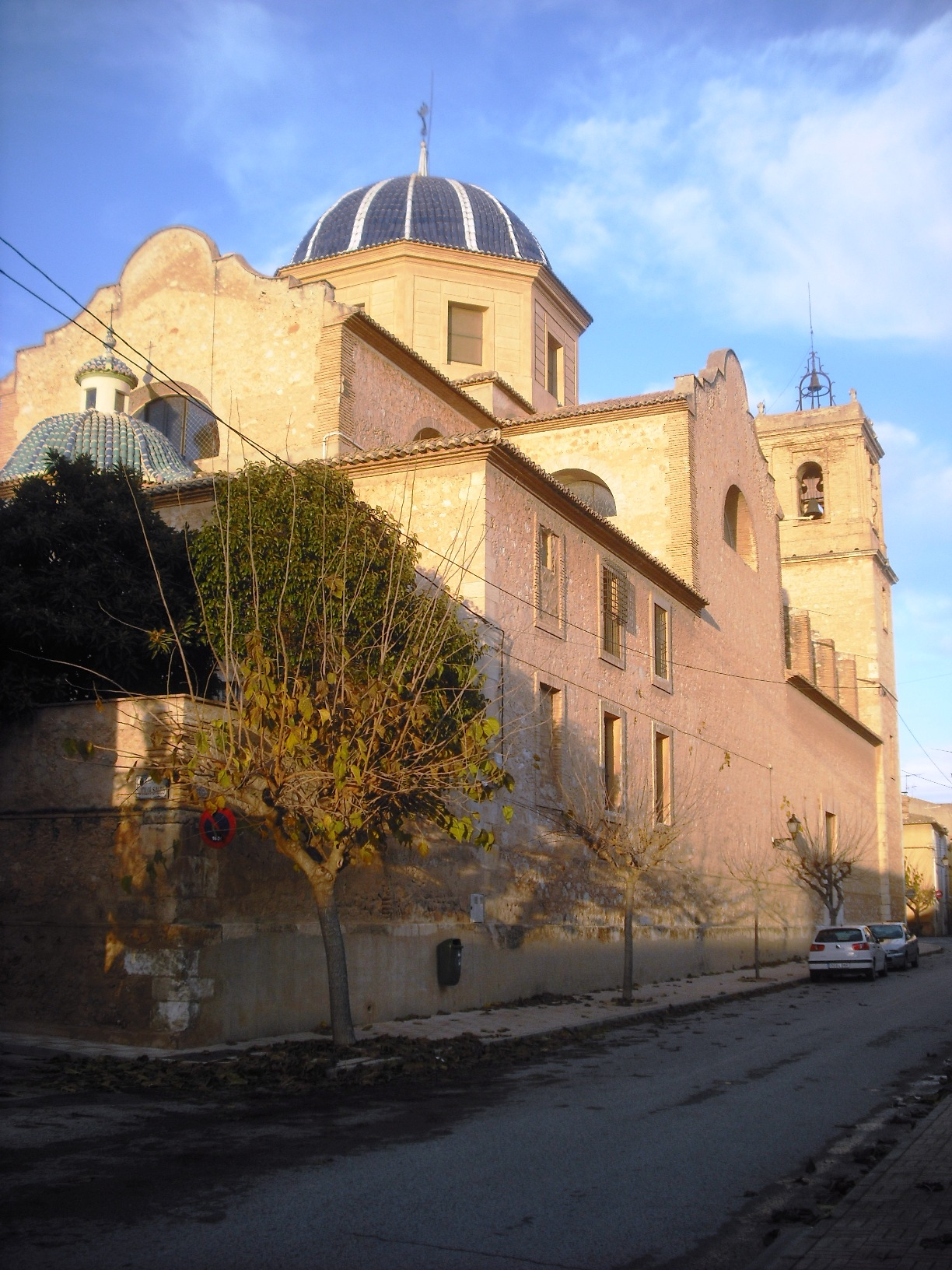
Iglesia de San Juan Bautista.

- Torre Atalaya. Data del siglo XII o XIII.[16] Solo se observan restos de edificación hasta los 4 m de altura, por lo que se desconoce la altura real que pudo tener. Es de planta cuadrada con 10 m de lado. En el lado sur hay un hueco rasgado hasta el suelo, probablemente la puerta original. Fue declarada Bien de Interés Cultural en 1985.[24]

- Torre del Negret. Situada en terreno llano, fue probablemente exenta en un principio, aunque hoy está integrada en otras edificaciones de carácter agrícola y residencial. Es una pieza prismática de unos 10 m de lado, cuya altura está posiblemente recortada respecto a la original. La cubierta es hoy a dos aguas y el interior está muy alterado. Fue declarada Bien de Interés Cultural en 1985.[25]

- Iglesia de San Juan Bautista. De estilo neoclásico, según los planos de Salvador Escrig,[16] se inauguró en 1841 aunque su construcción comenzó probablemente en 1804.[26] Tiene dos campanarios gemelos y una cúpula central de teja azul. Su construcción fue promovida por Miguel Payá y Rico y se construyó con ayuda de toda la población.

- Ermita de la Divina Aurora: Se levantó en el siglo XVIII sobre la antigua iglesia parroquial. Contiene la imagen de la patrona de Benejama y se restauró recientemente.

- Ermita de San Vicente Ferrer (El Salse): Comenzó a construirse en 1847 y se terminó en 1855. Ubicada en la entrada a la aldea de El Salse, caserío segregado de lo que sería el núcleo urbano principal de Beneixama, se trata de una ermita de planta rectangular y de singular belleza, ubicada en un bonito enclave.

- Ermita de San Isidro: De mediados del siglo XX, no tiene un alto valor arquitectónico, pero está situada en un paraje con vistas panorámicas a todo el valle de Benejama.

## Cultura

### Museos
- Museo Poeta Pastor Aycart: Dedicado a la memoria del poeta local Juan Bautista Pastor Aycart.[11]

- Museo Etnográfico. Un antiguo Lavadero, en donde se muestra al público objetos antiguos de uso cotidiano.

- Museo José Navarro. Situado en el antiguo Matadero, permite contemplar la obra pictórica del artista José Navarro.

### Fiestas
- Moros y Cristianos: Se celebran entre el 6 y el 10 de septiembre en honor a la patrona de la villa, la Divina Aurora.[27] Estas fiestas datan del siglo XVIII y en ellas patricipan cinco comparsas o filaes: moros, cristianos, estudiantes, labradores y piratas. Entre los actos destacan la Entrada, la Ofrenda, la Retreta y las Embajadas, importantes por el valor literario y artístico de sus textos.[27]
- Fiesta de San Juan Bautista. Fiesta dedicada al Patrón de Benejama, San Juan Bautista, los días 23 y 24 de junio. El día 23 se lleva a cabo la nominación de Capitanes para las Fiestas de Moros y Cristianos.[cita requerida]